# Arichanna bifracta
Arichanna bifracta là một loài bướm đêm trong họ Geometridae.